# Lavamünd
Lavamünd (szlovénül: Labot) osztrák mezőváros Karintia Wolfsbergi járásában. 2016 januárjában 2983 lakosa volt.

## Elhelyezkedése

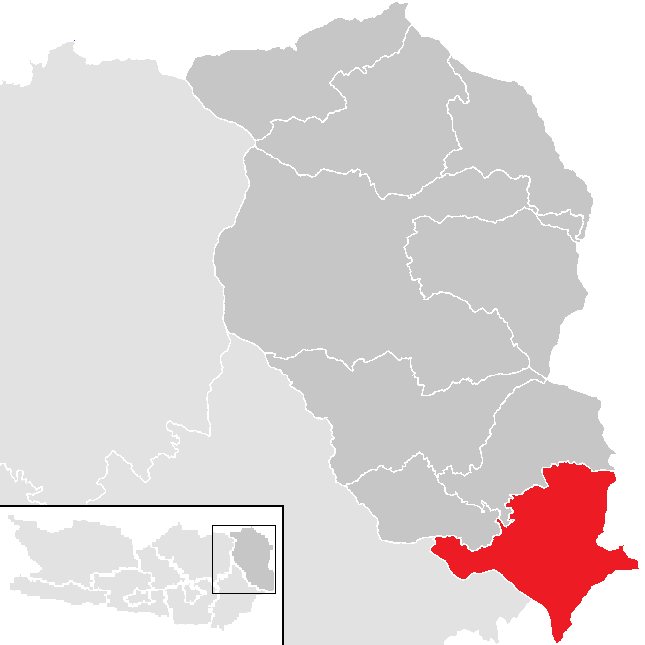
Lavamünd a Wolfsbergi járásban

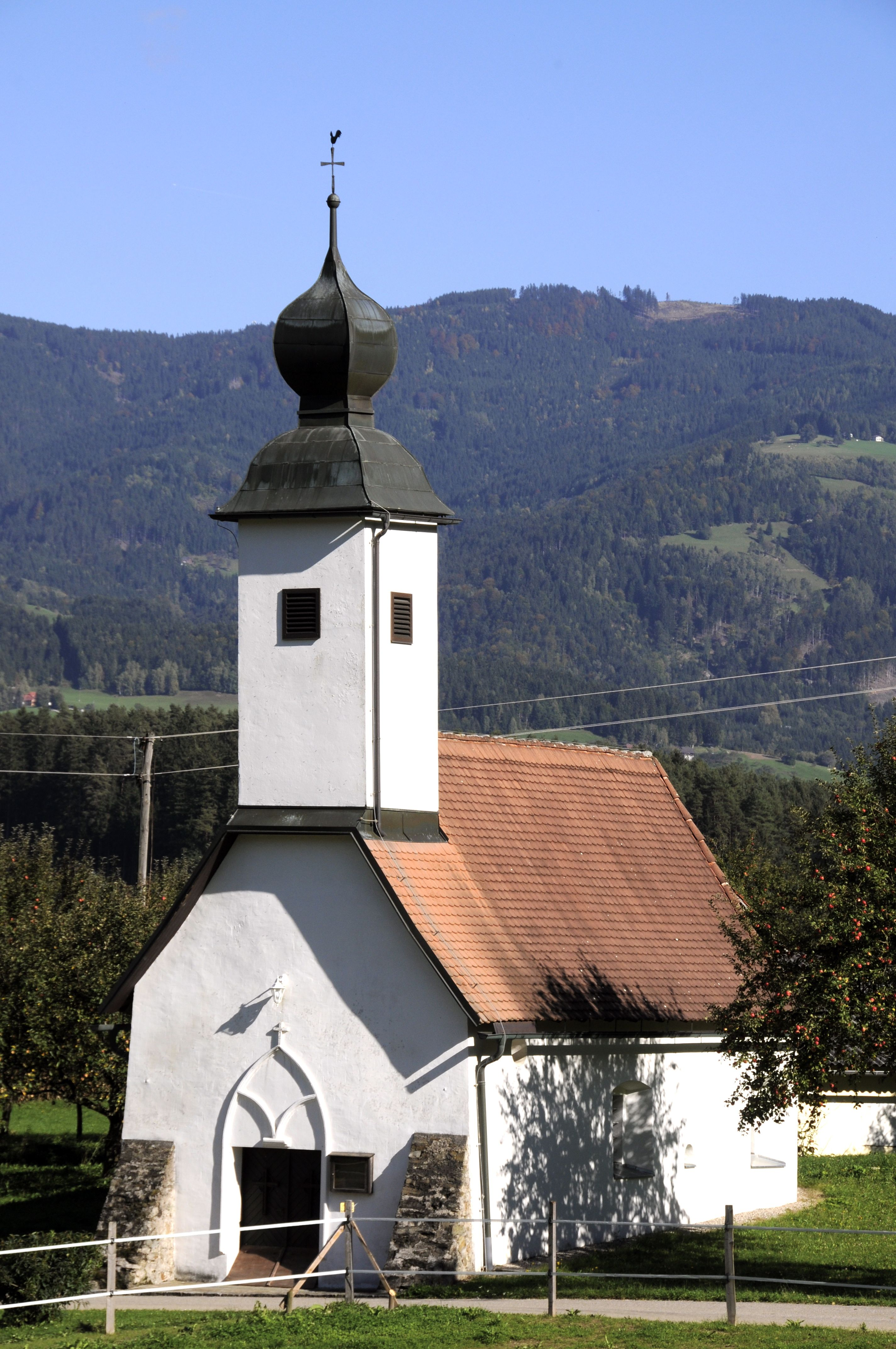
A Szt. Ágnes templom Unterbergenben

Lavamünd Karintia keleti részén helyezkedik el, közvetlenül a szlovén határ mentén; ott, ahol a Lavant belefolyik a Drávába. 348 méteres tengerszint fölötti magasságával Lavamünd Karintia legmélyebben fekvő pontja. Az önkormányzathoz 20 kisebb-nagyobb falu és településrész tartozik, amelyek lakossága 6 (Sankt Vinzenz) és 464 (Magdalensberg) között változik. 
A környező települések: délnyugatra Neuhaus, nyugatra Ruden, északnyugatra Sankt Paul im Lavanttal északra Sankt Georgen im Lavanttal, keletre Eibiswald, délre Dravograd (Szlovénia). 	

## Története
A terület már a római időkben is lakott volt; erről tanúskodik az a római sírkő, amely ma az Adler-fogadó előtt tekinthető meg. 
1091-ben Engelbert von Spanheim isztriai őrgróf egy lavamündi majorságot adományozott az általa alapított Sankt Paul-i kolostornak. Eköré a 14. századra kis település és egy vásárhely létesült; utóbbinak a Lavant és a Dráva találkozási pontja adta fontosságát. A vásárjogú mezőváros feltehetően 1240 körül jött létre, de oklevélben csak 1334-ben említik. A város 1461-ben pallosjogot kapott III. Frigyes császártól. 
Az évszázadok során a Dráva többször is elárasztotta a várost, 1851-ben még a főtér is víz alá került. 
Az 1850-ben létrejött önkormányzat egy része az első világháború után Jugoszláviához került. 1958-ban, illetve 1973-ban a felszámolt szomszédos legerbuchi és ettendorfi önkormányzatok egyes régióit a községhez csatolták. A vasút 1878-ban, a Lavanttalbahn megépítésével érkezett meg a városba. 

## Lakosság
A lavamündi önkormányzat területén 2016 januárjában 2983 fő élt, ami jelentős visszaesést jelent a 2001-es 3548 lakoshoz képest. Akkor a helybeliek 97,9%-a volt osztrák állampolgár. A lavamündiek 98,2%-nak a német, 0,3%-nak a szlovén, 0,7%-nak a horvát volt az anyanyelve. 96,8% katolikusnak, 0,5% evangélikusnak, 0,4% muszlimnak, 1,7% pedig felekezeten kívülinek vallotta magát. 

## Látnivalók
- az ettendorfi Szt. Márk plébániatemplom
- a lavamündi Keresztelő Szt. János templom
- a lavamündi Szentháromság-kálváriatemplom
- az unterbergeni Szt. Ágnes-templom

## Fordítás
- Ez a szócikk részben vagy egészben  a   Lavamünd című német Wikipédia-szócikk ezen változatának fordításán alapul.  Az eredeti cikk szerkesztőit annak laptörténete sorolja fel. Ez a jelzés csupán a megfogalmazás eredetét és a szerzői jogokat jelzi, nem szolgál a cikkben szereplő információk forrásmegjelöléseként.